# Kelten-Römer-Museum
Das Kelten-Römer-Museum im oberbayerischen Manching, rund zehn Kilometer südöstlich von Ingolstadt, ist ein Zweigmuseum der Archäologischen Staatssammlung München und wurde am 2. Juni 2006 eröffnet.

## Trägerschaft und Gebäude

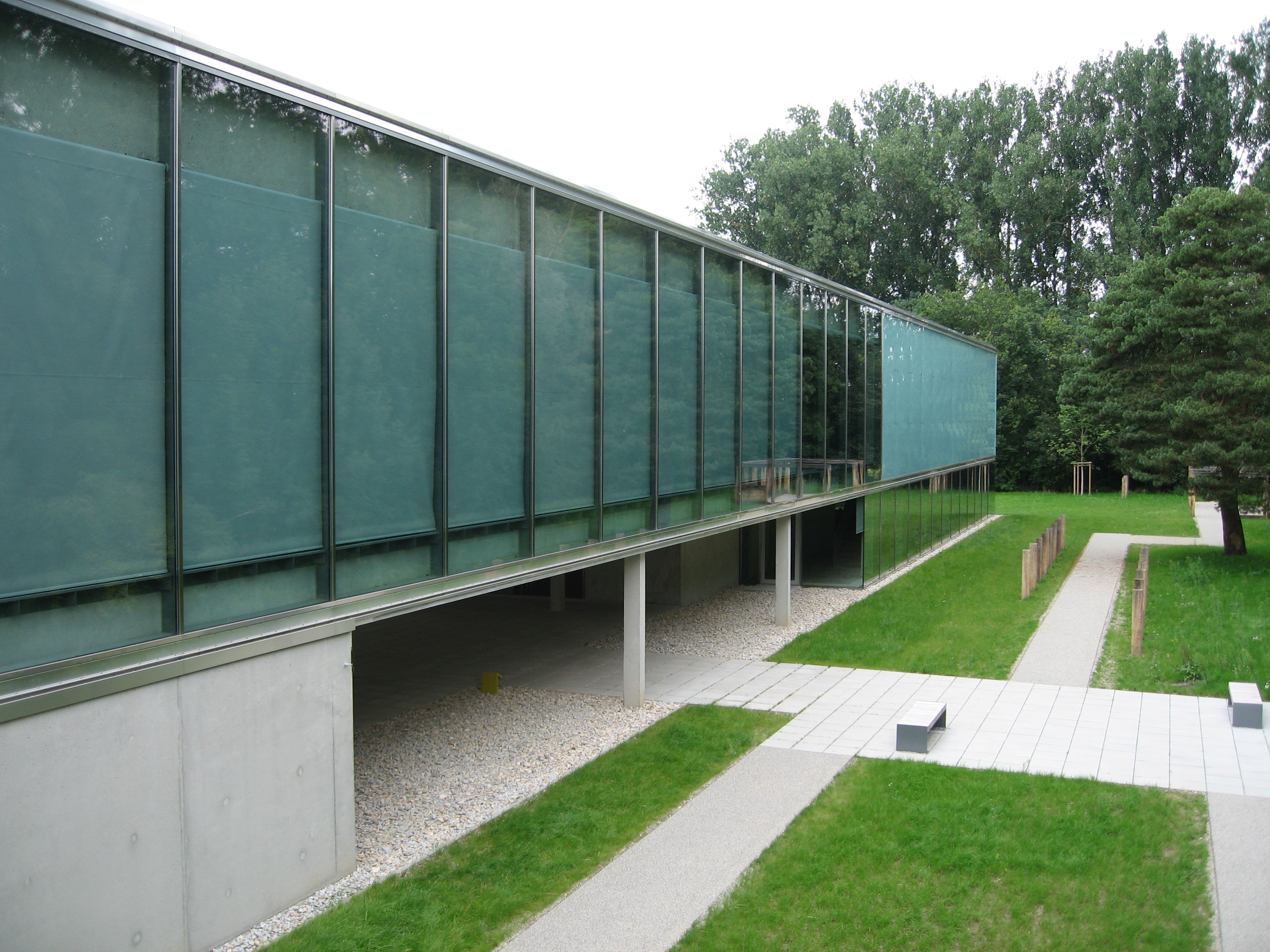
Kelten-Römer-Museum, Nordseite (Foto: 2006)

Träger des Museums ist der Zweckverband Kelten-Römer-Museum Manching mit dem Bezirk Oberbayern, dem Landkreis Pfaffenhofen an der Ilm, dem Markt Manching und dem Keltisch-Römischen Freundeskreis als Mitglieder; gefördert wurde es durch das Land Bayern.
Der Bau wurde von Fischer Architekten (seit 2014 Fischer Z) aus München entworfen und mehrfach nominiert und ausgezeichnet. Er gliedert sich in den mit 670 m² größten Raum für die „Abteilung Kelten“ und die „Ausstellung Römer“ mit 510 m². Die Gesamtbaukosten betrugen 7,03 Mio. Euro.

## Dauerausstellung

### Kelten
Hier werden die Funde und Exponate des in unmittelbarer Nähe befindlichen Oppidum von Manching ausgestellt. Von herausragender Bedeutung ist dabei vor allem der 1999 entdeckte Schatzfund, bestehend aus 483 Goldmünzen (Muschelstatere), der der größte im 20. Jahrhundert entdeckte keltische Goldfund ist. Der Goldschatz wurde am 22. November 2022 bei einem Einbruch gestohlen. Am 19. Juli 2023 wurden bei Durchsuchungen Teile davon von der Polizei sichergestellt.
Weltweit einzigartig ist das 1984 gefundene sogenannte Kultbäumchen von Manching, die vergoldete Abbildung eines von Blättern, Knospen und Früchten umrankten Zweigs aus dem 3. Jahrhundert v. Chr.

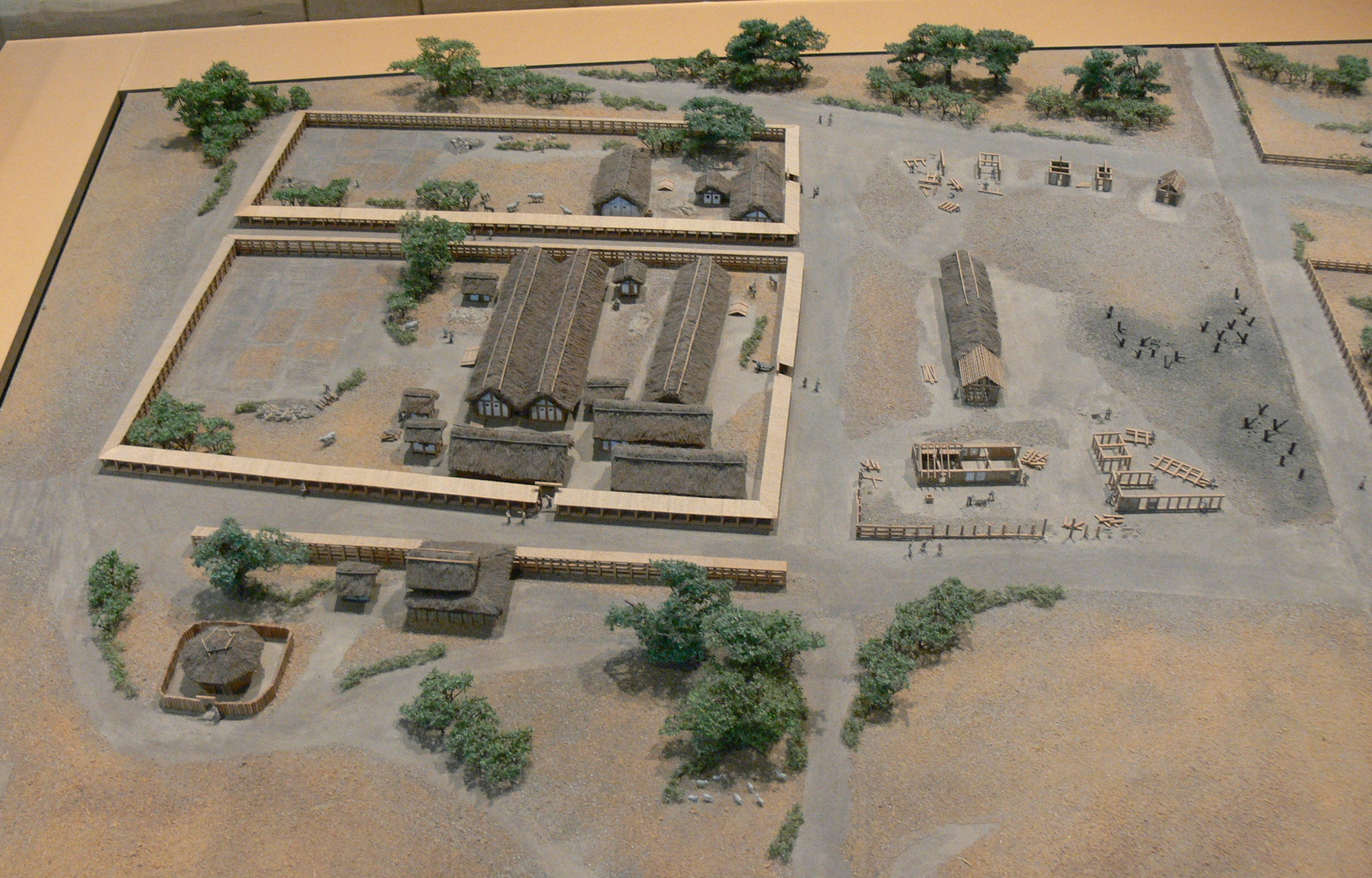
Modell vom Oppidum von Manching
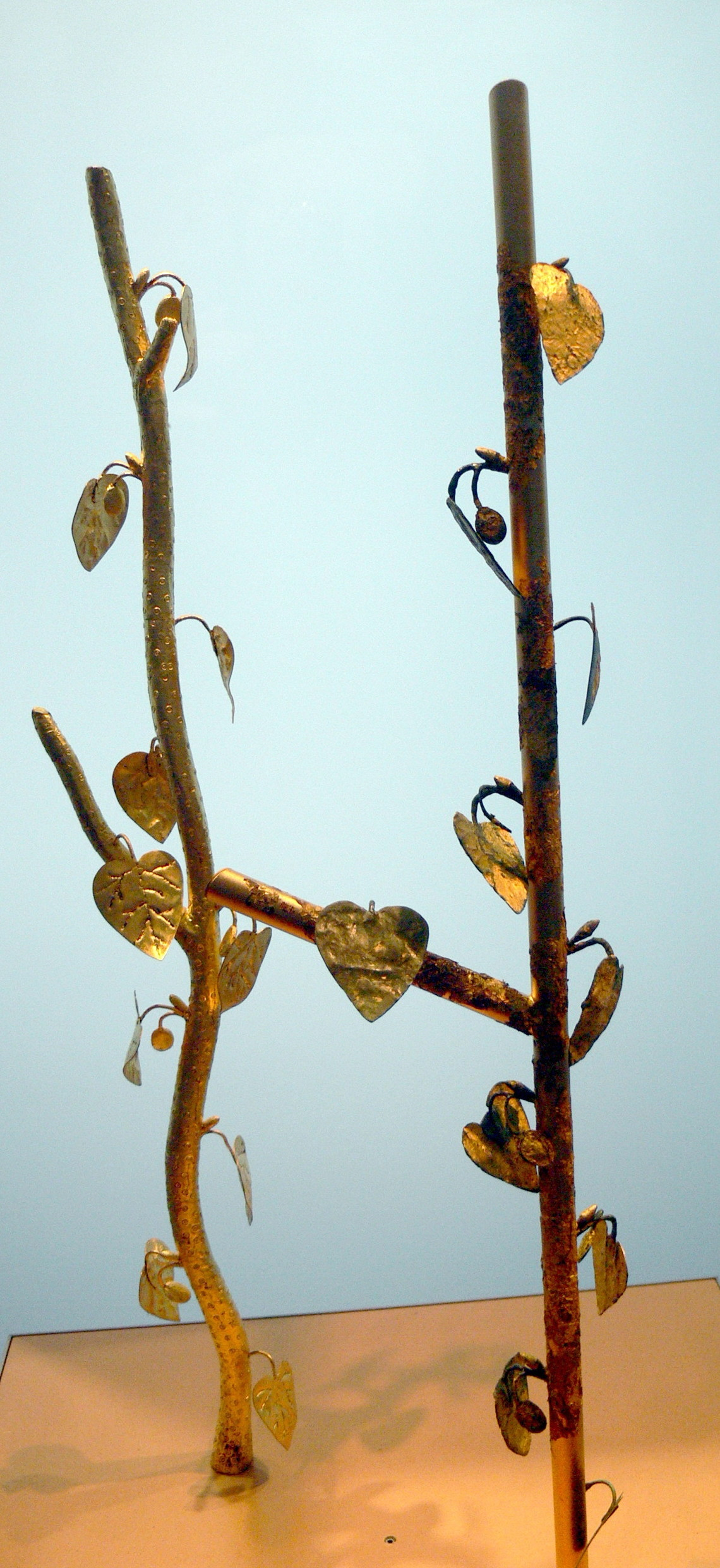
Keltischer goldener Kultbaum
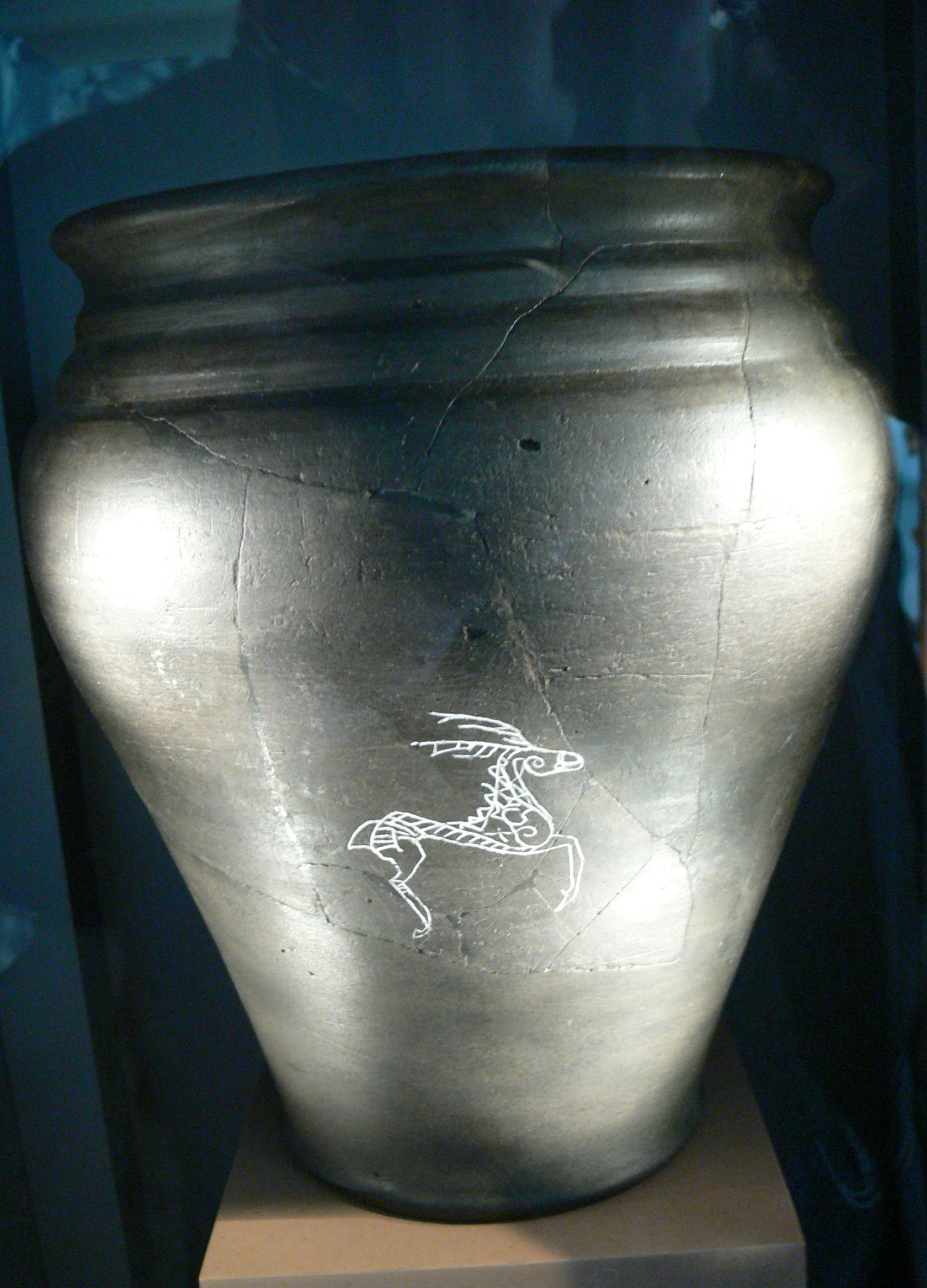
Topf mit eingraviertem Hirsch aus dem Zentralheiligtum
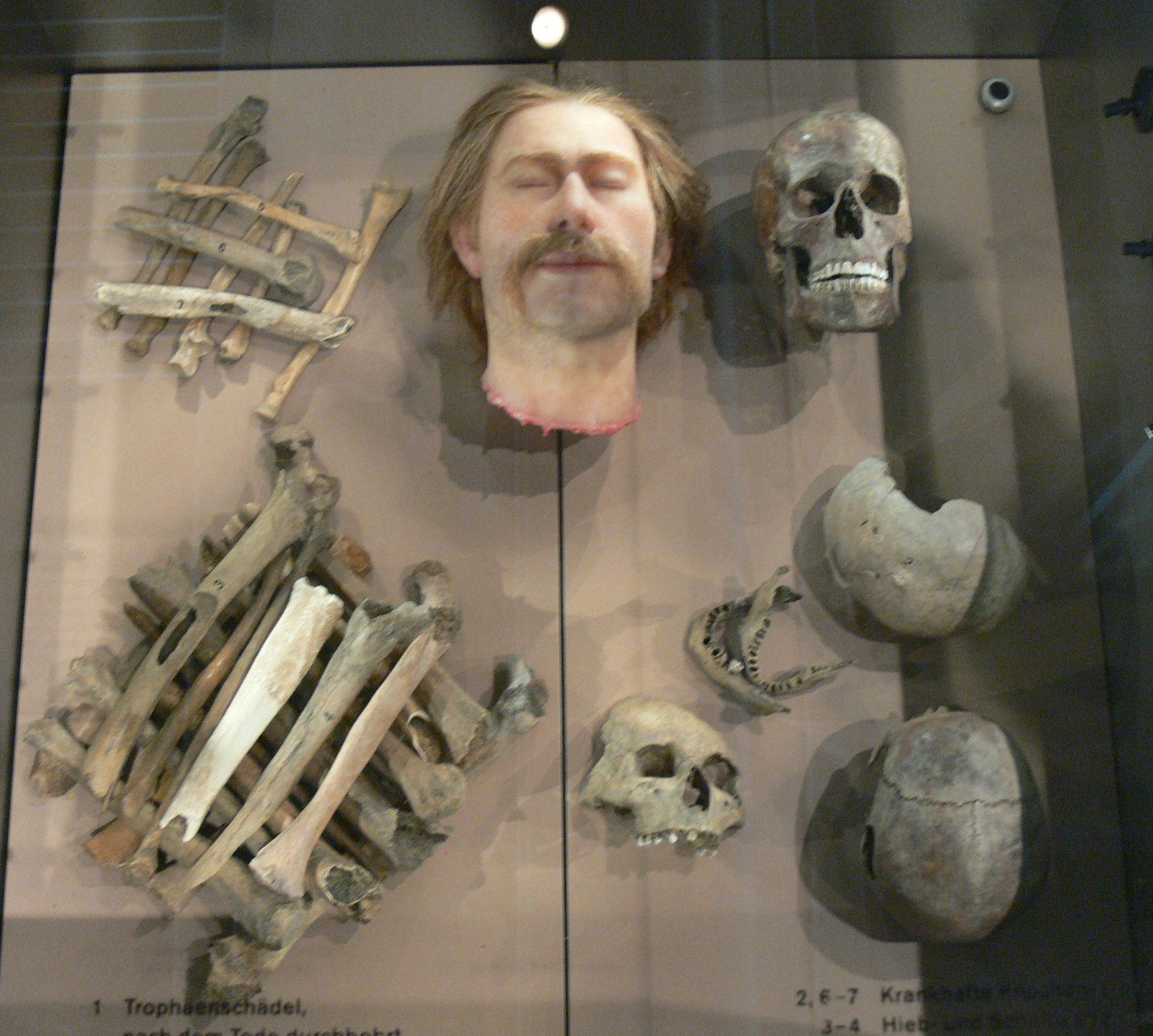
Rekonstruktion keltischer Knochen- und Schädeltrophäen

### Römer
Mittelpunkt der Abteilung bilden zwei 15 Meter lange römische Militärschiffe aus der Zeit um 100 n. Chr. Die Wracks wurden 1986 in einem verlandeten Seitenarm der Donau im Manchinger Ortsteil Oberstimm, der Brautlach, neben dem ehemaligen Gelände von Kastell Oberstimm, entdeckt. 1994 wurden sie planmäßig geborgen und anschließend im Römisch-Germanischen Zentralmuseum in Mainz restauriert und konserviert. Ein Nachbau der 15 Meter langen und nach mediterraner Art in Nut- und Feder-Technik hergestellten Schiffe wurde von der Werft „Jugend in Arbeit“ in Hamburg-Harburg rekonstruiert und umfangreich getestet. Dabei zeigte sich eine gute Manövrierfähigkeit und eine erreichbare Geschwindigkeit von ca. 14 km/h. Außerdem sind ein Modell der großen Donaubrücke bei Stepperg zu sehen sowie weitere Funde aus der Römerzeit, vor allem aus der Umgebung von Manching.

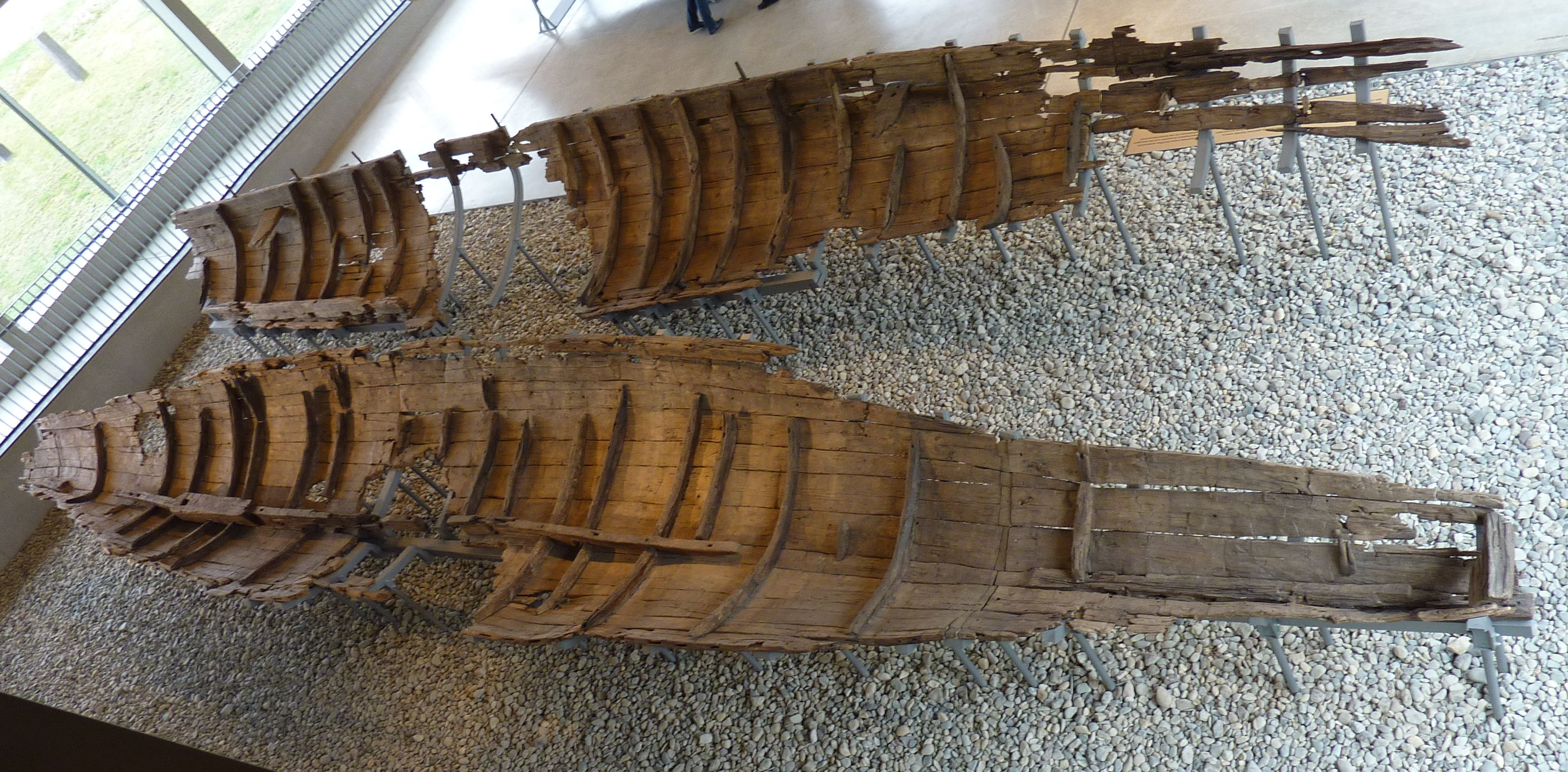
Römische Militärschiffe
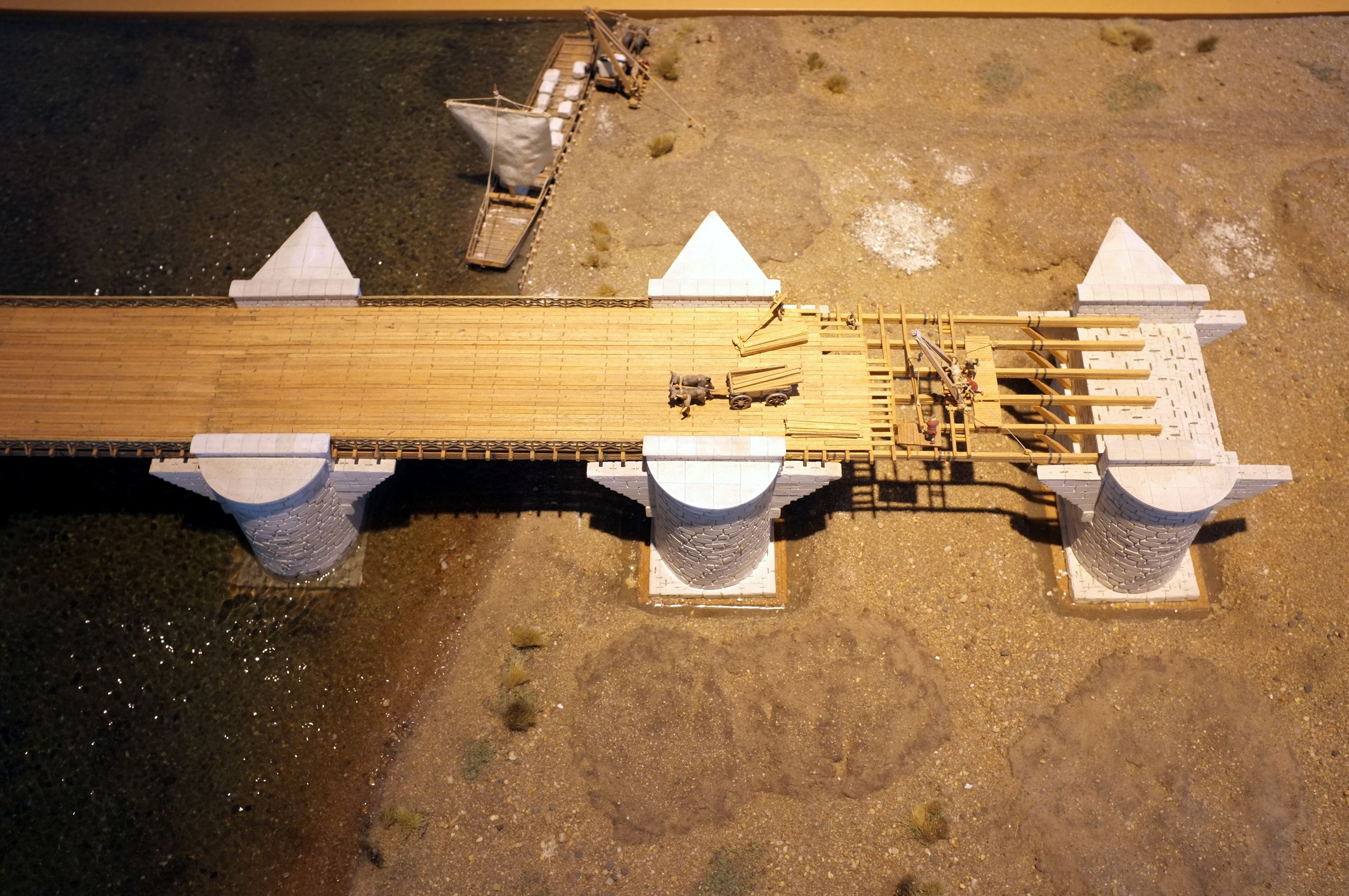
Modell der großen Donaubrücke bei Stepperg
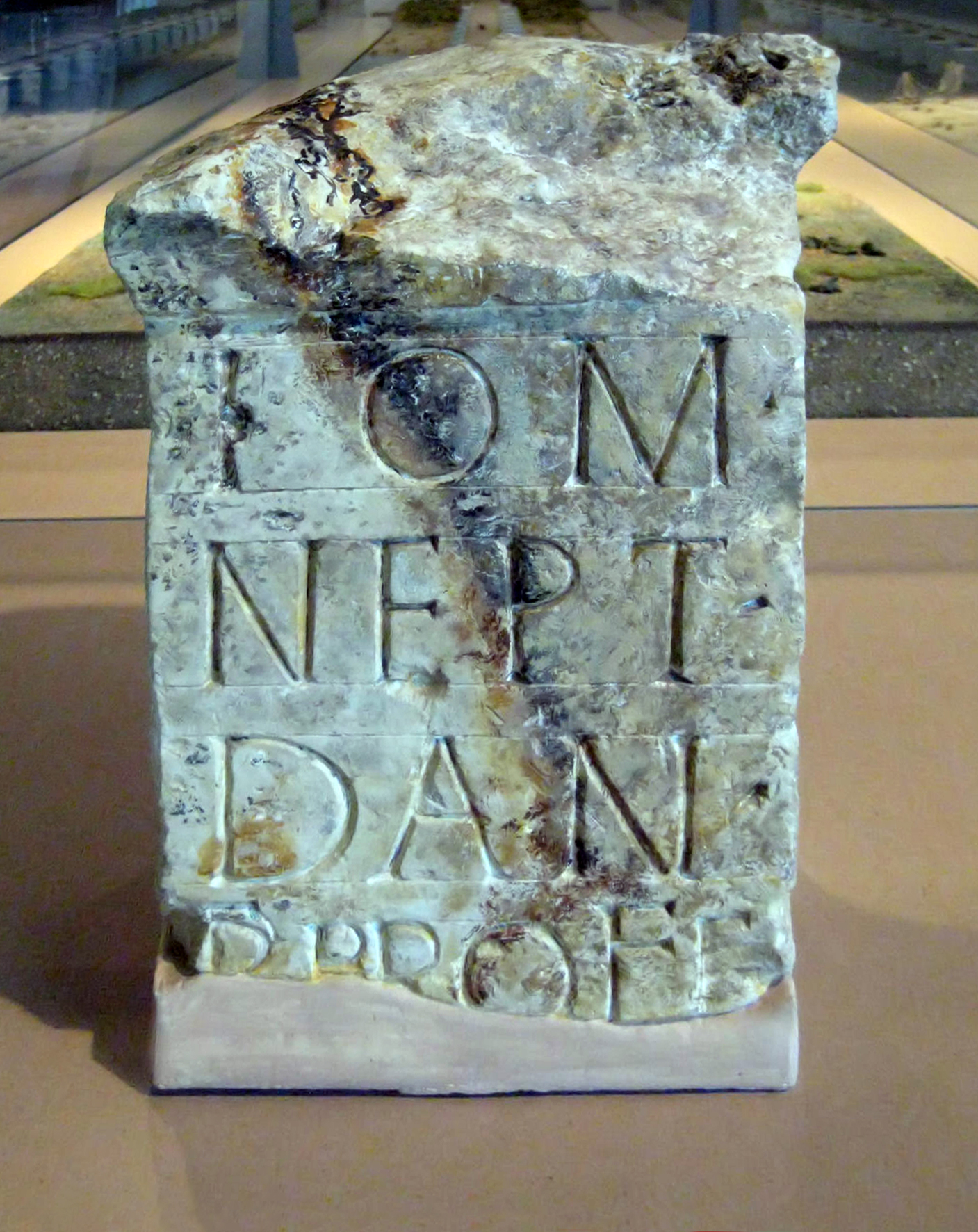
Altarstein vom Nordende der Donaubrücke bei Stepperg
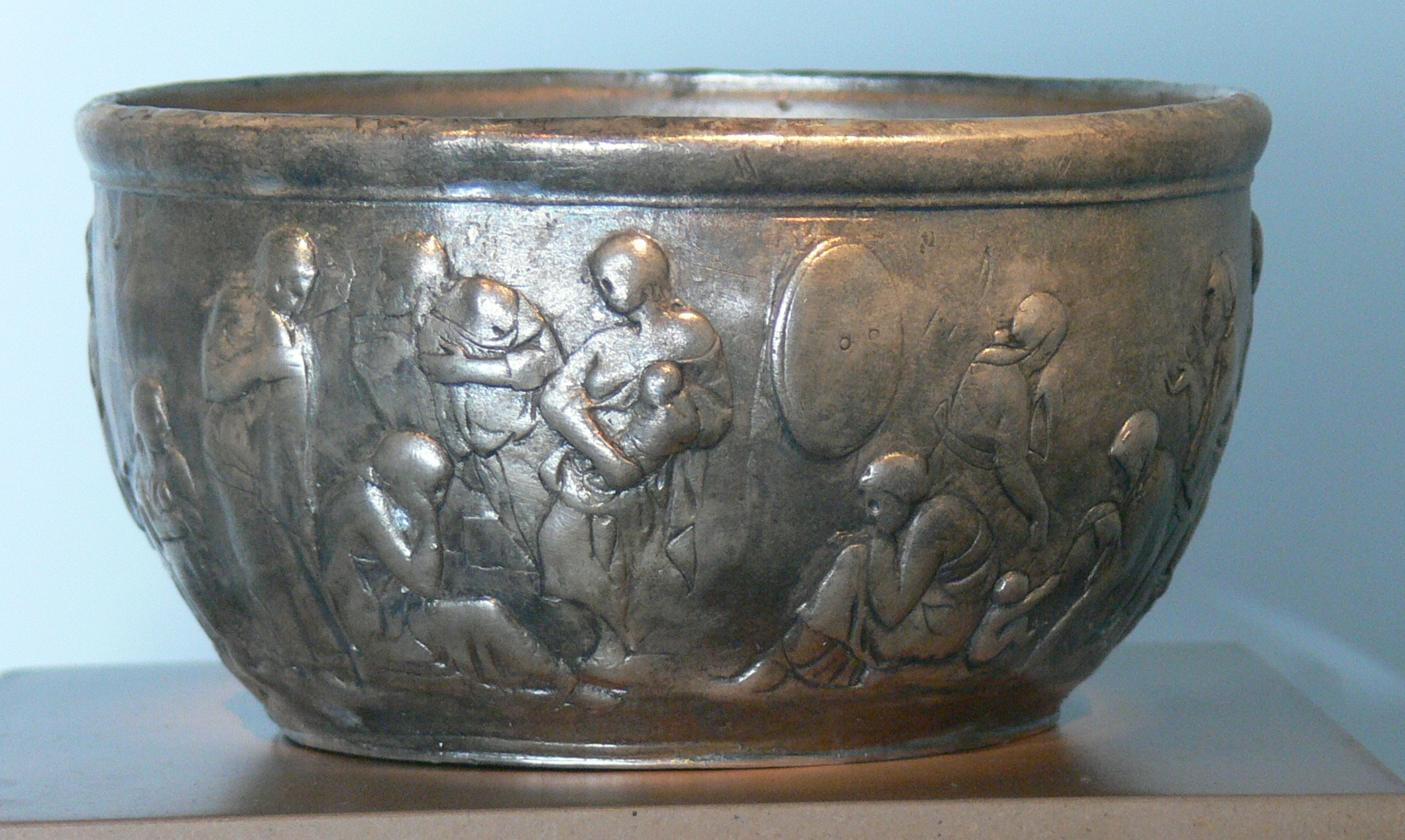
Römischer Silberbecher aus Manching
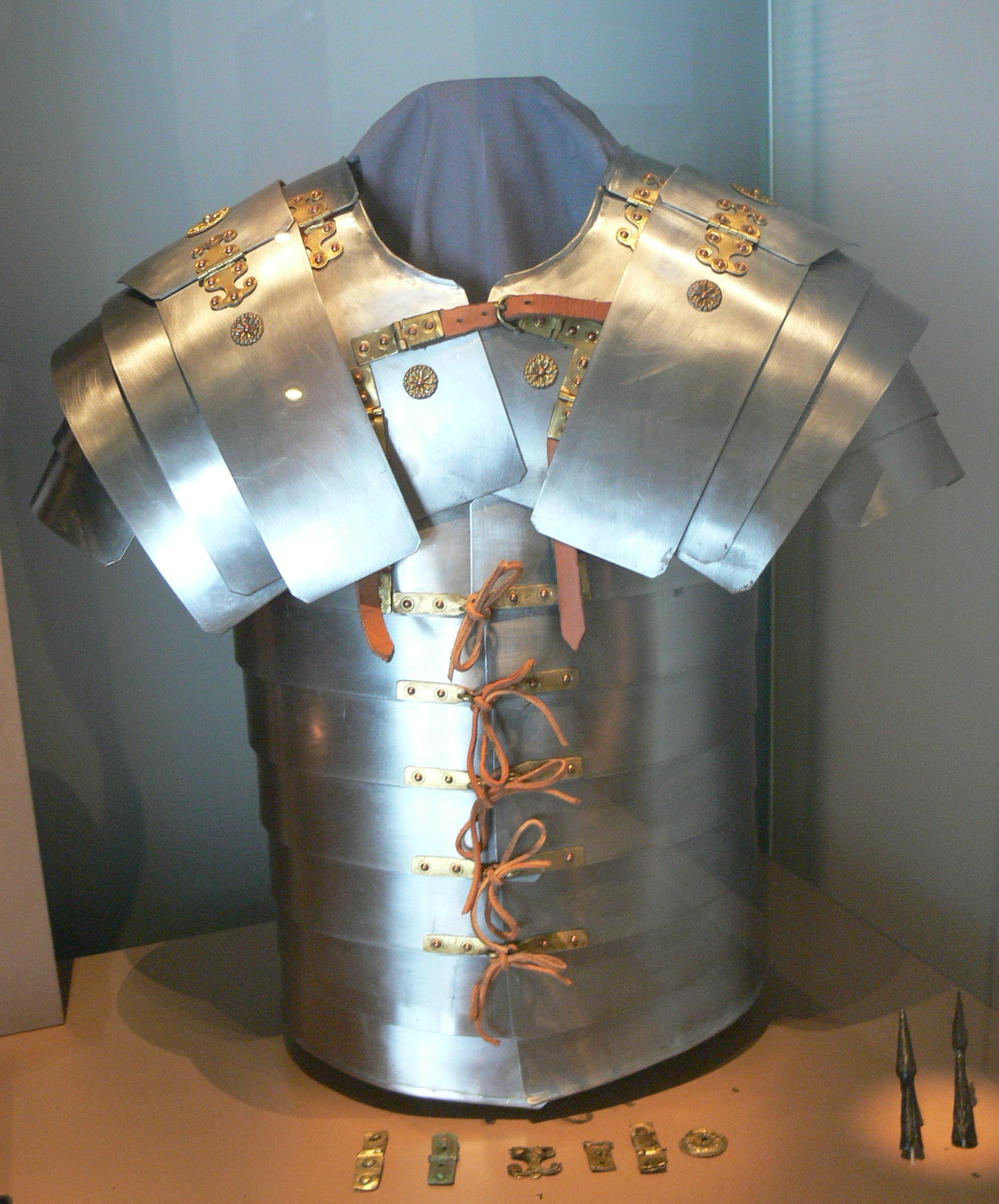
Rekonstruktion einer römischen lorica segmentata

## Einbruch im November 2022

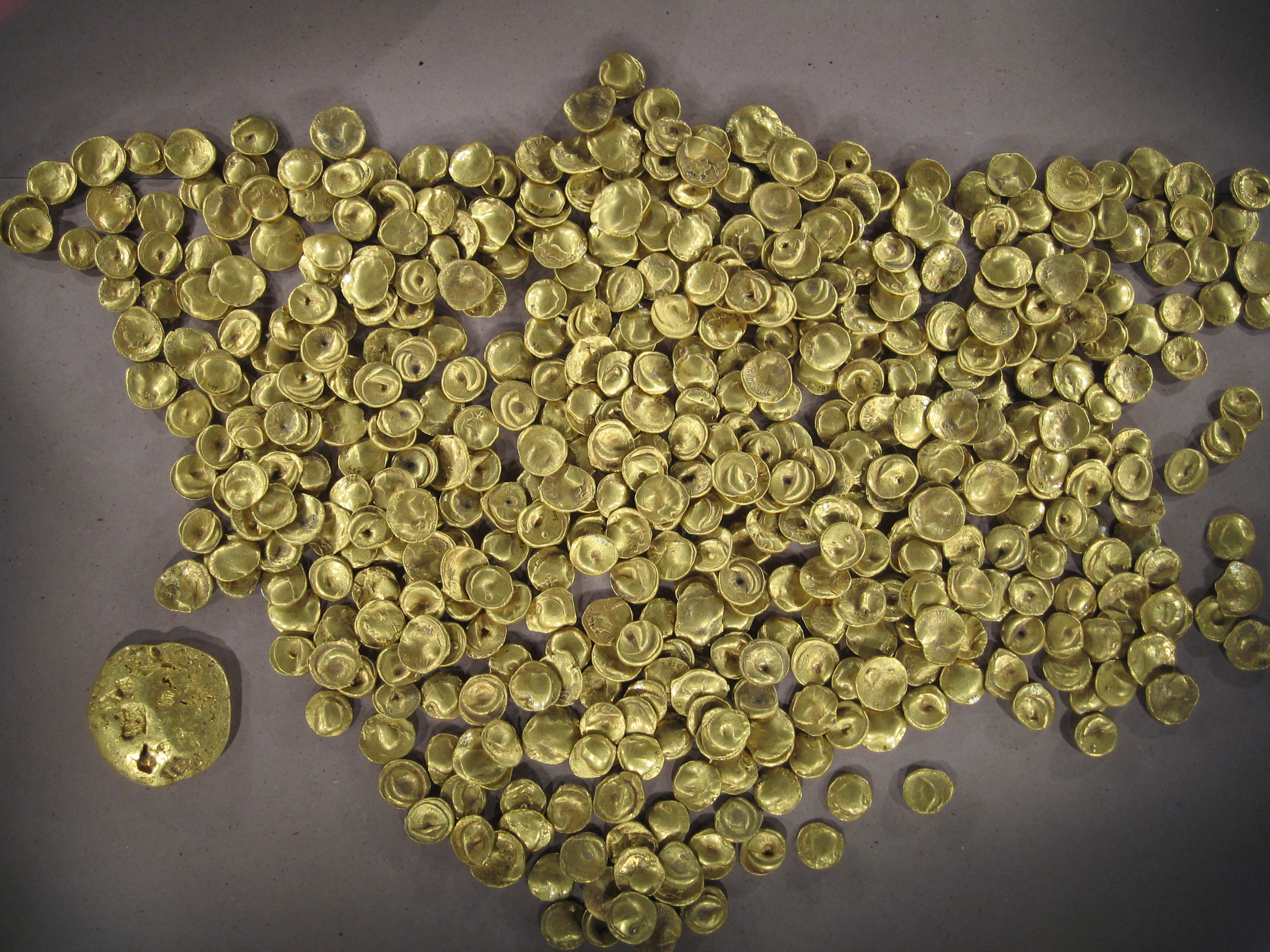
Kelten-Goldschatz von Manching

Am 22. November 2022 wurde im Kelten-Römer-Museum eingebrochen. Es wurden eine Fluchttür aufgehebelt und zwei Panzerglas-Vitrinen aufgebrochen. Zusätzlich hatten die Täter vor Ort verlaufende Glasfaserkabel durchtrennt und somit eine Alarmierung der Polizei verhindert.
Insgesamt wurden 483 Goldmünzen mit je 7,3 Gramm gestohlen, dazu aus der zweiten Vitrine drei weitere, deutlich größere Münzen. Alle stammen aus der Zeit um 100 vor Christus und wiegen zusammen rund vier Kilogramm. Der reine Materialwert der Goldmünzen lag zum Zeitpunkt des Diebstahls bei etwa 250.000 Euro, der Handelswert bei 1,6 Millionen Euro. Bayerns Kunstminister Markus Blume bezeichnete den Goldschatz-Diebstahl als „Anschlag auch auf unser kulturelles Gedächtnis“.
Im Juli 2023 wurden bei einer Durchsuchungsaktion im Großraum Schwerin vier Tatverdächtige festgenommen. Bei den mutmaßlichen Tätern handelt sich um 42, 43, 46 und 50 Jahre alte Deutsche. Drei von ihnen stammen aus dem Raum Schwerin, einer aus Berlin. Die Vierergruppe besteht aus einem Fernmeldetechniker, einem Buchhalter, einem Filialleiter im Einzelhandel und einem Mitarbeiter einer Abbruchfirma. Insgesamt wurden 18 Goldklumpen gefunden. Die Zusammensetzung deute mit hoher Wahrscheinlichkeit darauf hin, dass es sich um die gesuchten Münzen handele. Demnach wurden vermutlich jeweils vier Goldmünzen aus dem Schatz zu einem Klumpen zusammengeschmolzen.
Die gefundene DNA-Spur hat auch zu weiteren Straftaten geführt, die Teilen des Quartetts anzulasten seien. Mindestens acht bisher ungeklärte Einbruchsdiebstähle stünden zu Buche, in Supermärkte, ein Spielcasino und eine Kfz-Zulassungsstelle. Nach Angaben des Bayerischen Landeskriminalamtes seien weitere Einbrüche in Museen geplant gewesen und wären auch ausgeführt worden, hätte die Polizei nicht zugegriffen.

## Sonderausstellungen
- Alltag und Pracht – Die Entdeckung der keltischen Frauen (24. November 2007 bis 30. März 2008)
- Architektur und Geschichte der Friedenskirche Manching. Gulbranssons Meisterwerk evangelischen Kirchenbaus (29. Juni 2008 bis 10. August 2008)
- Rätsel Schnippenburg – Sagenhafte Funde aus der Keltenzeit (1. November 2008 bis 19. April 2009)
- Situlen – Bilderwelten zwischen Etruskern und Kelten auf antikem Weingeschirr (25. Juli 2009 bis 15. November 2009)
- Ursprung der keltischen Archäologie: Die Brücke von La Tène – ein Schauplatz grausamer Menschenopfer? (6. Februar 2010 bis 7. November 2010)
- Aenigma – Der rätselhafte Code der Bronzezeit (27. Mai 2011 bis 13. November 2011)
- Roms unbekannte Grenze – Kelten, Daker, Sarmaten und Vandalen im Norden des Karpatenbeckens. Archäologische Kostbarkeiten aus Museen in Rumänien und Ungarn (7. Juli 2012 bis 17. Februar 2013)
- Schülerschätze. Kostbarkeiten der Klasse 3c aus Oberstimm (22. März 2013 bis 2. Juni 2013)
- Steppenkrieger – Reiternomaden des 7.-14. Jahrhunderts aus der Mongolei (17. Mai 2013 bis 17. November 2013)
- Das goldene Antlitz des unbekannten Makedonenkönigs. Makedonen und Kelten am Ohrid-See, ein Zusammenprall der Kulturen? (24. Juli 2014 bis 16. November 2014)
- Licht! Lampen und Leuchter der Antike (2. Juli 2016 bis 18. Juni 2017)
- Schnappschuss. Zoom Dich in die Römerzeit (16. November 2017 bis 8. April 2018)
- Die Bilderwelt der Kelten (5. Juli 2018 bis 24. Februar 2019)
- Die Kunst des Zeichnens – David Macaulay & Schyren Gymnasium Pfaffenhofen (27. März 2019 bis 21. Juli 2019)
- Kunst in Miniatur – Antike Gemmen aus Bayern (24. Juli 2021 bis 6. Februar 2022)
- Im Dienste Roms – Legionen und Hilfstruppen (1. April 2022 bis 1. Mai 2023)
- Antike in Bayern (2. Juni 2023 bis 10. September 2023)
- Roms Armee im Feld. Marsch · Lager ·Versorgung (11. April bis 23. November 2025)

## Leitung
- 2005–2017: Wolfgang David
- seit 2018: Tobias Esch